# Билегуре-Билен
Билегуре-Билен или Бива Гора-Билин (њем. Byhleguhre-Byhlen, длсрп. Běła Góra-Bělin) општина је у њемачкој савезној држави Бранденбург. Једно је од 37 општинских средишта округа Даме-Шпревалд. Према процјени из 2010. у општини је живјело 825 становника. Посједује регионалну шифру (AGS) 12061061.

## Географски и демографски подаци
Билегуре-Билен или Бива Гора-Билин се налази у савезној држави Бранденбург у округу Даме-Шпревалд. Општина се налази на надморској висини од 55 метара. Површина општине износи 35,5 km². У самом мјесту је, према процјени из 2010. године, живјело 825 становника. Просјечна густина становништва износи 23 становника/km².